# Milan Borjan
Milan Borjan (serbisch-kyrillisch Милан Борјан; * 23. Oktober 1987 in Knin, SFR Jugoslawien, heute Kroatien) ist ein kanadisch-serbischer Fußballtorwart. Seit 2011 steht er außerdem im Kader der kanadischen Fußballnationalmannschaft.

## Vereinskarriere

### Jugendkarriere auf drei Kontinenten
Seine aktive Fußballerkarriere begann der im Jahre 1987 in Knin im heutigen Kroatien geborene Borjan noch in seiner damaligen Heimat beim FK Radnički Belgrad. Nachdem er in der heute kroatischen Stadt geboren wurde, zog er mit seiner serbischstämmigen Familie noch in jungen Jahren nach Belgrad, um einige Jahre später während der Jugoslawienkriege einen weiteren Umzug nach Kanada zu tätigen, wo sich die Familie zuerst in Winnipeg niederließ. Zuvor hatte die Familie einige Schwierigkeiten mit der Einreise, da sie auch in den Vereinigten Staaten oder Australien um Visum ansuchten, dies dort jedoch abgelehnt und nur von Kanada genehmigt wurde. Nach nur einem Jahr in Winnipeg zog man schließlich nach Hamilton, wo bereits andere Familienmitglieder wohnten. Dort setzte Borjan seine Karriere beim lokalen Mount Hamilton Youth Soccer Club fort. In der Folgezeit musste seine Familie hart für seinen Werdegang im Fußball arbeiten, vor allem, weil Milan Borjan seinen weiteren Karriereweg in Europa fortsetzen wollte. Borjan, der stets beteuerte, seine Karriere nur für seine Eltern aber vor allem für seinen Vater fortgesetzt zu haben, kam durch seine Eltern auch zu verschiedenen Probetrainings bei größeren lokalen Vereinen. Durch Beziehung als ein Spieler von Hamilton Thunder kam sein Vater, der einst selbst im Nachwuchs von Hajduk Split spielte, in Kontakt mit verschiedenen südamerikanischen Klubs. Durch seinen Vater kam der 17-Jährige schließlich nach Argentinien, wo er kurzzeitig für den argentinischen Großklub Boca Juniors antrat, ehe es ihn nach Uruguay zog, wo sein Vater für ihn Probetrainings vereinbart hatte. Nachdem er schließlich bei Nacional Montevideo bis 2006 unter Vertrag stand, wurde er mit dem nächsten argentinischen Großklub, River Plate, in Verbindung gebracht. Nach anfänglichen Schwierigkeiten wurde Borjan schließlich nur in die zweite Mannschaft der Argentinier aufgenommen, die er jedoch nur ein Jahr darauf wieder verließ, um einen weiteren Wechsel anzustreben, der ihn diesmal zum Quilmes AC, einem der ältesten Vereine im argentinischen Fußball, brachte. Dort stand er bis 2009 zum Teil auch im Profikader, obgleich er es im Laufe seines dortigen Engagements nie zu einem Profipflichtspieleinsatz brachte. Gegen die erfahrenen Spieler wie Marcelo Luis Pontiroli oder Augustín Gómez sowie den aus dem eigenen Nachwuchs stammenden Julio César Salva hatte Borjan zu dieser Zeit nur wenig Durchsetzungskraft.

### Wechsel nach Europa
Nur wenige Tage vor Ende der Transferperiode absolvierte Borjan ein erfolgreiches Probetraining beim FK Rad, bei dem er nach seiner Aufnahme nur als dritter Torwart im Kader stand. Während dieser Zeit stand auch Branislav Danilović, seines Zeichens serbischer U-21-Nationalspieler, im Kader des Hauptstadtklubs. Borjan selbst wurde nach dem Aufstieg von Danilović zum ersten Torwart, nach dem Abgang von Damir Kahriman, als Ersatz ins Team geholt. Sein Debüt gab er bereits relativ bald, nachdem der erste Torwart des Teams nach Problemen mit den Papieren kurzzeitig keine Spielberechtigung bekam und der als zweiter Torhüter gesetzte Spieler verletzungsbedingt ausfiel. Nach seinem SuperLiga-Debüt bei einem 3:2-Erfolg über den FK Smederevo am 16. August 2009 wurde Borjan in zahlreichen weiteren Meisterschaftsspielen eingesetzt und musste bis zum Saisonende in 13 absolvierten Partien 16 Gegentreffer hinnehmen, spielte aber auch vier Mal zu Null. In den ersten paar Runden noch ohne Einsatz etablierte sich Borjan ab Runde 4 als Stammtorhüter der Belgrader und wurde daraufhin in beinahe jedem Ligaspiel des Klubs eingesetzt. Mit 16 Gegentreffern und zwölf Partien zu Null bei 23 Einsätzen entwickelte er sich zu einem der besten Torhüter der Liga, was zur Folge hatte, dass man sogar über eine Einberufung Borjans in den serbischen Nationalkader nachdachte. Aufgrund seiner Leistungen wurden auch der kanadische Nationaltrainer Stephen Hart und dessen Assistenztrainer Tony Fonseca auf den jungen Torhüter aufmerksam. Nach Gesprächen mit seinem Vater und seinem serbischen Manager entschloss sich Milan Borjan im Falle einer Einberufung seine zweite Heimat Kanada repräsentieren zu wollen. Noch während er mit dem FK Rad auf Erfolgslauf in der höchsten serbischen Spielklasse war, was mit einem vierten Tabellenplatz und der Möglichkeit zur Teilnahme an der ersten Qualifikationsrunde zur Europa League 2011/12 endete, wurde er vom kanadischen Nationaltrainer erstmals in den Kader einberufen.
Zur Saison 2011/12 wechselte Borjan zum türkischen Erstligisten Sivasspor. Hier erkämpfte er sich sofort einen Stammplatz. Im Februar 2014 verließ er Sivasspor. Im September 2014 verpflichte ihn der amtierende bulgarische Meister Ludogorez Rasgrad. Dort kam er in der Hinrunde 2014/15 als Vertreter von Wladislaw Stojanow lediglich auf zwei Einsätze. Anfang 2015 verließ er den Klub wieder und wechselte zum FK Radnički Niš nach Serbien. Im Sommer 2015 kehrte er zu Ludogorez zurück. In der Saison 2015/16 kam er als Stellvertreter von Wladislaw Stojanow auf sechs Einsätze und gewann die bulgarische Meisterschaft. In der Rückrunde 2016/17 war er an Korona Kielce in die polnische Ekstraklasa ausgeliehen. Auch in den Spielzeiten 2014/15 und 2016/17, in denen Ludogorez ebenfalls Meister wurde, hatte er in der Hinrunde Spiele für den Verein bestritten, war aber jeweils in der Rückrunde ausgeliehen.
Im Juli 2017 wechselte er in die serbische SuperLiga zu FK Roter Stern Belgrad. In jeder der bisher sechs Spielzeiten bei Roter Stern wurde er mit dem Verein serbischer Meister. Ab der Saison 2020/21 wurde er aufgrund des gleichzeitigen Pokalsieges zum Double-Gewinner. Im letzten Spiel der Saison 2021/22 erzielte er als Torwart einen Treffer bei einem (nicht mehr spielentscheidenden) Elfmeter in der Nachspielzeit.
Mitte Juni 2023 wurde er für die nächste Saison an den slowakischen Erstligisten ŠK Slovan Bratislava ausgeliehen.

## Nationalmannschaftskarriere
Für das freundschaftliche Länderspiel gegen Griechenland am 9. Februar 2011 folgte die erste Einberufung Borjans, der zusammen mit dem erfahrenen Lars Hirschfeld in den Kader geholt wurde. Bei der 0:1-Niederlage gegen die Griechen war er über die volle Spieldauer im Einsatz und neben den Spielern Tosaint Ricketts und David Edgar einer von drei Spielern, die an diesem Abend zu ihrem Debüt für Kanada kamen. Für das Länderspiel gegen Belarus am 29. März 2011 folgte eine weitere Einberufung Borjans in den Nationalkader, wo er sich schlussendlich aber mit Norwegen-Legionär Hirschfeld im Tor abwechseln musste. Noch vor einem weiteren 90-minütigen Freundschaftsspieleinsatz gegen Ecuador wurde der gebürtige Jugoslawe von Stephen Hart in das kanadische Aufgebot geholt, das im Juni am CONCACAF Gold Cup 2011 teilnimmt. Auch in den Jahren 2017, 2019 und 2023 gehörte er zum kanadischen Gold Cup-Kader und wurde jeweils auch eingesetzt.
Ebenso gehörte er bei der Weltmeisterschaft 2022 in Katar zum kanadischen Kader und wurde in den ersten beiden Gruppenspielen eingesetzt.

## Erfolge
- Bulgarischer Meister: 2015/16
- serbischer Meister: 2017/18, 2018/19, 2019/20, 2020/21, 2021/22, 2022/23
- serbischer Pokalsieger: 2020/21, 2021/22, 2022/23